# Seven's Grand Prix Series 2013
Navigation
Seven's Grand Prix Series 2012 Seven's Grand Prix Series 2014
Le Seven's Grand Prix Series 2013 est la douzième édition de la plus importante compétition européenne de rugby à sept. Elle se déroule à l'été 2013 et est organisée par la FIRA-AER.

## Équipes participantes
- Allemagne
- Angleterre
- Écosse
- Espagne
- France
- Géorgie
- Italie
- Roumanie
- Pays de Galles
- Portugal
- Russie
- Ukraine

## Grand Prix Séries
| Date            | Lieu               | Vainqueur  | Finaliste | Troisième |
| --------------- | ------------------ | ---------- | --------- | --------- |
| 8–9 juin        | Lyon, France       | Angleterre | Russie    | France    |
| 21–22 septembre | Bucarest, Roumanie | Angleterre | France    | Russie    |

## Classement général
L'équipe d'Angleterre de rugby à 7 remporte le Seven's Grand Prix Series 2013.
L'Ukraine est reléguée.
| No | Équipe         | Lyon | Bucarest | Total    |
| -- | -------------- | ---- | -------- | -------- |
| 1  | Angleterre     | 20   | 20       | 40       |
| 2  | France         | 16   | 18       | 34 (+64) |
| 3  | Russie         | 18   | 16       | 34 (+55) |
| 4  | Portugal       | 12   | 12       | 24       |
| 5  | Écosse         | 10   | 8        | 18       |
| -  | Italie         | 4    | 14       | 18       |
| 7  | Pays de Galles | 14   | 3        | 17       |
| 8  | Géorgie        | 1    | 10       | 11       |
| 9  | Roumanie       | 6    | 4        | 10       |
| -  | Espagne        | 8    | 2        | 10       |
| 11 | Allemagne      | 3    | 6        | 9        |
| 12 | Ukraine        | 2    | 1        | 3        |

## Première étape
La première épreuve se déroule au Matmut Stadium à Lyon en France du 8 au 9 juin 2013. Chaque équipe affronte toutes les équipes de sa poule, les matchs se succédant d'une poule à l'autre. L'Angleterre remporte cette étape en battant largement la Russie en finale sur le score de 33 à 5.

### Tour préliminaire

#### Poule A
| Rang | Pays           | J | V | N | D | Pm  | Pe  | Diff | Pts |
| ---- | -------------- | - | - | - | - | --- | --- | ---- | --- |
| 1    | Pays de Galles | 5 | 5 | 0 | 0 | 168 | 26  | +142 | 15  |
| 2    | Angleterre     | 5 | 4 | 0 | 1 | 131 | 29  | +102 | 13  |
| 3    | Espagne        | 5 | 2 | 0 | 3 | 72  | 90  | -18  | 9   |
| 4    | Roumanie       | 5 | 2 | 0 | 3 | 59  | 103 | -44  | 9   |
| 5    | Géorgie        | 5 | 1 | 0 | 4 | 66  | 121 | -55  | 7   |
| 6    | Ukraine        | 5 | 1 | 0 | 4 | 36  | 163 | -127 | 7   |

#### Poule B
| Rang | Pays      | J | V | N | D | Pm  | Pe  | Diff | Pts |
| ---- | --------- | - | - | - | - | --- | --- | ---- | --- |
| 1    | France    | 5 | 5 | 0 | 0 | 127 | 52  | +75  | 15  |
| 2    | Russie    | 5 | 4 | 0 | 1 | 124 | 43  | +81  | 13  |
| 3    | Portugal  | 5 | 2 | 0 | 3 | 67  | 73  | -6   | 9   |
| 4    | Écosse    | 5 | 2 | 0 | 3 | 57  | 95  | -38  | 9   |
| 5    | Allemagne | 5 | 1 | 1 | 3 | 75  | 134 | -59  | 8   |
| 6    | Italie    | 5 | 0 | 1 | 4 | 38  | 100 | -62  | 6   |

### Tableau final

#### Cup
|  | Demi-finales                                  | Demi-finales                                  |                        |    | Finale                                        | Finale                                        |
|  | Demi-finales                                  | Demi-finales                                  |                        |    | Finale                                        | Finale                                        |
|  |                                               |                                               |                        |    |                                               |                                               |
|  | 9 juin 2013 à 14 h 40 au Matmut Stadium, Lyon | 9 juin 2013 à 14 h 40 au Matmut Stadium, Lyon |                        |    | 9 juin 2013 à 17 h 54 au Matmut Stadium, Lyon | 9 juin 2013 à 17 h 54 au Matmut Stadium, Lyon |
|  | 9 juin 2013 à 14 h 40 au Matmut Stadium, Lyon | 9 juin 2013 à 14 h 40 au Matmut Stadium, Lyon |                        |    | 9 juin 2013 à 17 h 54 au Matmut Stadium, Lyon | 9 juin 2013 à 17 h 54 au Matmut Stadium, Lyon |
|  | Pays de Galles                                | 12                                            |                        |    | 9 juin 2013 à 17 h 54 au Matmut Stadium, Lyon | 9 juin 2013 à 17 h 54 au Matmut Stadium, Lyon |
|  | Pays de Galles                                | 12                                            |                        |    | 9 juin 2013 à 17 h 54 au Matmut Stadium, Lyon | 9 juin 2013 à 17 h 54 au Matmut Stadium, Lyon |
|  | Russie                                        | 21                                            |                        |    | 9 juin 2013 à 17 h 54 au Matmut Stadium, Lyon | 9 juin 2013 à 17 h 54 au Matmut Stadium, Lyon |
|  | Russie                                        | 21                                            | Russie                 | 5  |                                               |                                               |
|  | 9 juin 2013 à 15 h 02 au Matmut Stadium, Lyon |                                               | Russie                 | 5  |                                               |                                               |
|  |                                               | Angleterre                                    | 33                     |    |                                               |                                               |
|  | Angleterre                                    | Angleterre                                    | 33                     | 21 |                                               |                                               |
|  | Angleterre                                    |                                               |                        | 21 |                                               |                                               |
|  | France                                        | 7                                             |                        |    |                                               |                                               |
|  | France                                        | 7                                             | Match pour la 3e place |    |                                               |                                               |
|  |                                               |                                               |                        |    |                                               |                                               |
|  | 9 juin 2013 à 17 h 32 au Matmut Stadium, Lyon |                                               |                        |    |                                               |                                               |
|  |                                               |                                               |                        |    |                                               |                                               |
|  | Pays de Galles                                | 10                                            |                        |    |                                               |                                               |
|  | Pays de Galles                                | 10                                            |                        |    |                                               |                                               |
|  | France                                        | 12                                            |                        |    |                                               |                                               |
|  | France                                        | 12                                            |                        |    |                                               |                                               |

#### Plate
|  | Demi-finales                                  | Demi-finales                                  |          |    | 5e place                                      | 5e place                                      |
|  | Demi-finales                                  | Demi-finales                                  |          |    | 5e place                                      | 5e place                                      |
|  |                                               |                                               |          |    |                                               |                                               |
|  | 9 juin 2013 à 13 h 56 au Matmut Stadium, Lyon | 9 juin 2013 à 13 h 56 au Matmut Stadium, Lyon |          |    | 9 juin 2013 à 17 h 05 au Matmut Stadium, Lyon | 9 juin 2013 à 17 h 05 au Matmut Stadium, Lyon |
|  | 9 juin 2013 à 13 h 56 au Matmut Stadium, Lyon | 9 juin 2013 à 13 h 56 au Matmut Stadium, Lyon |          |    | 9 juin 2013 à 17 h 05 au Matmut Stadium, Lyon | 9 juin 2013 à 17 h 05 au Matmut Stadium, Lyon |
|  | Roumanie                                      | 0                                             |          |    | 9 juin 2013 à 17 h 05 au Matmut Stadium, Lyon | 9 juin 2013 à 17 h 05 au Matmut Stadium, Lyon |
|  | Roumanie                                      | 0                                             |          |    | 9 juin 2013 à 17 h 05 au Matmut Stadium, Lyon | 9 juin 2013 à 17 h 05 au Matmut Stadium, Lyon |
|  | Portugal                                      | 10                                            |          |    | 9 juin 2013 à 17 h 05 au Matmut Stadium, Lyon | 9 juin 2013 à 17 h 05 au Matmut Stadium, Lyon |
|  | Portugal                                      | 10                                            | Portugal | 26 |                                               |                                               |
|  | 9 juin 2013 à 14 h 18 au Matmut Stadium, Lyon |                                               | Portugal | 26 |                                               |                                               |
|  |                                               | Écosse                                        | 7        |    |                                               |                                               |
|  | Espagne                                       | Écosse                                        | 7        | 5  |                                               |                                               |
|  | Espagne                                       |                                               |          | 5  |                                               |                                               |
|  | Écosse                                        | 12                                            |          |    |                                               |                                               |
|  | Écosse                                        | 12                                            | 7e place |    |                                               |                                               |
|  |                                               |                                               |          |    |                                               |                                               |
|  | 9 juin 2013 à 16 h 43 au Matmut Stadium, Lyon |                                               |          |    |                                               |                                               |
|  |                                               |                                               |          |    |                                               |                                               |
|  | Roumanie                                      | 5                                             |          |    |                                               |                                               |
|  | Roumanie                                      | 5                                             |          |    |                                               |                                               |
|  | Espagne                                       | 7                                             |          |    |                                               |                                               |
|  | Espagne                                       | 7                                             |          |    |                                               |                                               |

#### Bowl
|  | Demi-finales                                  | Demi-finales                                  |           |    | 9e place                                      | 9e place                                      |
|  | Demi-finales                                  | Demi-finales                                  |           |    | 9e place                                      | 9e place                                      |
|  |                                               |                                               |           |    |                                               |                                               |
|  | 9 juin 2013 à 13 h 12 au Matmut Stadium, Lyon | 9 juin 2013 à 13 h 12 au Matmut Stadium, Lyon |           |    | 9 juin 2013 à 16 h 16 au Matmut Stadium, Lyon | 9 juin 2013 à 16 h 16 au Matmut Stadium, Lyon |
|  | 9 juin 2013 à 13 h 12 au Matmut Stadium, Lyon | 9 juin 2013 à 13 h 12 au Matmut Stadium, Lyon |           |    | 9 juin 2013 à 16 h 16 au Matmut Stadium, Lyon | 9 juin 2013 à 16 h 16 au Matmut Stadium, Lyon |
|  | Géorgie                                       | 7                                             |           |    | 9 juin 2013 à 16 h 16 au Matmut Stadium, Lyon | 9 juin 2013 à 16 h 16 au Matmut Stadium, Lyon |
|  | Géorgie                                       | 7                                             |           |    | 9 juin 2013 à 16 h 16 au Matmut Stadium, Lyon | 9 juin 2013 à 16 h 16 au Matmut Stadium, Lyon |
|  | Italie                                        | 19                                            |           |    | 9 juin 2013 à 16 h 16 au Matmut Stadium, Lyon | 9 juin 2013 à 16 h 16 au Matmut Stadium, Lyon |
|  | Italie                                        | 19                                            | Italie    | 15 |                                               |                                               |
|  | 9 juin 2013 à 13 h 34 au Matmut Stadium, Lyon |                                               | Italie    | 15 |                                               |                                               |
|  |                                               | Allemagne                                     | 12        |    |                                               |                                               |
|  | Ukraine                                       | Allemagne                                     | 12        | 7  |                                               |                                               |
|  | Ukraine                                       |                                               |           | 7  |                                               |                                               |
|  | Allemagne                                     | 12                                            |           |    |                                               |                                               |
|  | Allemagne                                     | 12                                            | 11e place |    |                                               |                                               |
|  |                                               |                                               |           |    |                                               |                                               |
|  | 9 juin 2013 à 15 h 54 au Matmut Stadium, Lyon |                                               |           |    |                                               |                                               |
|  |                                               |                                               |           |    |                                               |                                               |
|  | Géorgie                                       | 5                                             |           |    |                                               |                                               |
|  | Géorgie                                       | 5                                             |           |    |                                               |                                               |
|  | Ukraine                                       | 19                                            |           |    |                                               |                                               |
|  | Ukraine                                       | 19                                            |           |    |                                               |                                               |

## Deuxième étape
La seconde étape se déroule à Bucarest en Roumanie du 21 au 22 septembre 2013. Elle est remportée en finale par l'Angleterre contre la France, permettant aux anglais de remporter la compétition.

### Poule A
| Rang | Pays           | J | V | N | D | Pm  | Pe  | Diff | Pts |
| ---- | -------------- | - | - | - | - | --- | --- | ---- | --- |
| 1    | Angleterre     | 5 | 5 | 0 | 0 | 123 | 35  | +88  | 15  |
| 2    | Portugal       | 5 | 3 | 0 | 2 | 55  | 52  | +3   | 11  |
| 3    | Italie         | 5 | 3 | 0 | 2 | 67  | 74  | -7   | 11  |
| 4    | Géorgie        | 5 | 2 | 0 | 3 | 55  | 56  | -1   | 9   |
| 5    | Roumanie       | 5 | 1 | 0 | 4 | 52  | 68  | -16  | 7   |
| 6    | Pays de Galles | 5 | 1 | 0 | 4 | 47  | 104 | -57  | 7   |

### Poule B
| Rang | Pays      | J | V | N | D | Pm  | Pe  | Diff | Pts |
| ---- | --------- | - | - | - | - | --- | --- | ---- | --- |
| 1    | France    | 5 | 4 | 0 | 1 | 133 | 62  | +71  | 13  |
| 2    | Russie    | 5 | 4 | 0 | 1 | 115 | 67  | +48  | 13  |
| 3    | Allemagne | 5 | 3 | 0 | 2 | 106 | 88  | +18  | 11  |
| 4    | Espagne   | 5 | 2 | 0 | 3 | 88  | 72  | +16  | 9   |
| 5    | Écosse    | 5 | 2 | 0 | 3 | 80  | 75  | +5   | 9   |
| 6    | Ukraine   | 5 | 0 | 0 | 5 | 17  | 175 | -158 | 5   |

## Tableau final

### Cup
|  | Demi-finales                           | Demi-finales                           |                        |    | Finale                                 | Finale                                 |
|  | Demi-finales                           | Demi-finales                           |                        |    | Finale                                 | Finale                                 |
|  |                                        |                                        |                        |    |                                        |                                        |
|  | 22 septembre 2013 à 14 h 40 à Bucarest | 22 septembre 2013 à 14 h 40 à Bucarest |                        |    | 22 septembre 2013 à 17 h 54 à Bucarest | 22 septembre 2013 à 17 h 54 à Bucarest |
|  | 22 septembre 2013 à 14 h 40 à Bucarest | 22 septembre 2013 à 14 h 40 à Bucarest |                        |    | 22 septembre 2013 à 17 h 54 à Bucarest | 22 septembre 2013 à 17 h 54 à Bucarest |
|  | Angleterre                             | 24                                     |                        |    | 22 septembre 2013 à 17 h 54 à Bucarest | 22 septembre 2013 à 17 h 54 à Bucarest |
|  | Angleterre                             | 24                                     |                        |    | 22 septembre 2013 à 17 h 54 à Bucarest | 22 septembre 2013 à 17 h 54 à Bucarest |
|  | Russie                                 | 14                                     |                        |    | 22 septembre 2013 à 17 h 54 à Bucarest | 22 septembre 2013 à 17 h 54 à Bucarest |
|  | Russie                                 | 14                                     | Angleterre             | 31 |                                        |                                        |
|  | 22 septembre 2013 à 15 h 02 à Bucarest |                                        | Angleterre             | 31 |                                        |                                        |
|  |                                        | France                                 | 7                      |    |                                        |                                        |
|  | Italie                                 | France                                 | 7                      | 0  |                                        |                                        |
|  | Italie                                 |                                        |                        | 0  |                                        |                                        |
|  | France                                 | 21                                     |                        |    |                                        |                                        |
|  | France                                 | 21                                     | Match pour la 3e place |    |                                        |                                        |
|  |                                        |                                        |                        |    |                                        |                                        |
|  | 22 septembre 2013 à 17 h 32 à Bucarest |                                        |                        |    |                                        |                                        |
|  |                                        |                                        |                        |    |                                        |                                        |
|  | Russie                                 | 31                                     |                        |    |                                        |                                        |
|  | Russie                                 | 31                                     |                        |    |                                        |                                        |
|  | Italie                                 | 7                                      |                        |    |                                        |                                        |
|  | Italie                                 | 7                                      |                        |    |                                        |                                        |

### Plate
|  | Demi-finales                           | Demi-finales                           |          |    | 5e place                               | 5e place                               |
|  | Demi-finales                           | Demi-finales                           |          |    | 5e place                               | 5e place                               |
|  |                                        |                                        |          |    |                                        |                                        |
|  | 22 septembre 2013 à 13 h 56 à Bucarest | 22 septembre 2013 à 13 h 56 à Bucarest |          |    | 22 septembre 2013 à 17 h 05 à Bucarest | 22 septembre 2013 à 17 h 05 à Bucarest |
|  | 22 septembre 2013 à 13 h 56 à Bucarest | 22 septembre 2013 à 13 h 56 à Bucarest |          |    | 22 septembre 2013 à 17 h 05 à Bucarest | 22 septembre 2013 à 17 h 05 à Bucarest |
|  | Portugal                               | 19                                     |          |    | 22 septembre 2013 à 17 h 05 à Bucarest | 22 septembre 2013 à 17 h 05 à Bucarest |
|  | Portugal                               | 19                                     |          |    | 22 septembre 2013 à 17 h 05 à Bucarest | 22 septembre 2013 à 17 h 05 à Bucarest |
|  | Écosse                                 | 12                                     |          |    | 22 septembre 2013 à 17 h 05 à Bucarest | 22 septembre 2013 à 17 h 05 à Bucarest |
|  | Écosse                                 | 12                                     | Portugal | 24 |                                        |                                        |
|  | 22 septembre 2013 à 14 h 16 à Bucarest |                                        | Portugal | 24 |                                        |                                        |
|  |                                        | Géorgie                                | 10       |    |                                        |                                        |
|  | Géorgie                                | Géorgie                                | 10       | 22 |                                        |                                        |
|  | Géorgie                                |                                        |          | 22 |                                        |                                        |
|  | Allemagne                              | 7                                      |          |    |                                        |                                        |
|  | Allemagne                              | 7                                      | 7e place |    |                                        |                                        |
|  |                                        |                                        |          |    |                                        |                                        |
|  | 22 septembre 2013 à 16 h 43 à Bucarest |                                        |          |    |                                        |                                        |
|  |                                        |                                        |          |    |                                        |                                        |
|  | Écosse                                 | 36                                     |          |    |                                        |                                        |
|  | Écosse                                 | 36                                     |          |    |                                        |                                        |
|  | Allemagne                              | 12                                     |          |    |                                        |                                        |
|  | Allemagne                              | 12                                     |          |    |                                        |                                        |

### Bowl
|  | Demi-finales                           | Demi-finales                           |                |    | 9e place                               | 9e place                               |
|  | Demi-finales                           | Demi-finales                           |                |    | 9e place                               | 9e place                               |
|  |                                        |                                        |                |    |                                        |                                        |
|  | 22 septembre 2013 à 13 h 12 à Bucarest | 22 septembre 2013 à 13 h 12 à Bucarest |                |    | 22 septembre 2013 à 16 h 16 à Bucarest | 22 septembre 2013 à 16 h 16 à Bucarest |
|  | 22 septembre 2013 à 13 h 12 à Bucarest | 22 septembre 2013 à 13 h 12 à Bucarest |                |    | 22 septembre 2013 à 16 h 16 à Bucarest | 22 septembre 2013 à 16 h 16 à Bucarest |
|  | Pays de Galles                         | 28                                     |                |    | 22 septembre 2013 à 16 h 16 à Bucarest | 22 septembre 2013 à 16 h 16 à Bucarest |
|  | Pays de Galles                         | 28                                     |                |    | 22 septembre 2013 à 16 h 16 à Bucarest | 22 septembre 2013 à 16 h 16 à Bucarest |
|  | Ukraine                                | 5                                      |                |    | 22 septembre 2013 à 16 h 16 à Bucarest | 22 septembre 2013 à 16 h 16 à Bucarest |
|  | Ukraine                                | 5                                      | Pays de Galles | 12 |                                        |                                        |
|  | 22 septembre 2013 à 13 h 34 à Bucarest |                                        | Pays de Galles | 12 |                                        |                                        |
|  |                                        | Roumanie                               | 17             |    |                                        |                                        |
|  | Roumanie                               | Roumanie                               | 17             | 17 |                                        |                                        |
|  | Roumanie                               |                                        |                | 17 |                                        |                                        |
|  | Espagne                                | 7                                      |                |    |                                        |                                        |
|  | Espagne                                | 7                                      | 11e place      |    |                                        |                                        |
|  |                                        |                                        |                |    |                                        |                                        |
|  | 22 septembre 2013 à 15 h 54 à Bucarest |                                        |                |    |                                        |                                        |
|  |                                        |                                        |                |    |                                        |                                        |
|  | Ukraine                                | 5                                      |                |    |                                        |                                        |
|  | Ukraine                                | 5                                      |                |    |                                        |                                        |
|  | Espagne                                | 21                                     |                |    |                                        |                                        |
|  | Espagne                                | 21                                     |                |    |                                        |                                        |

## Troisième étape
La troisième étape prévue à Manchester a été annulée.

## Diffusion
Les matchs peuvent être suivis en direct sur Dailymotion qui les diffuse via le compte de la FIRA-AER,.